# Station Étampes
Étampes is een station aan lijn C van het RER-netwerk gelegen in de Franse gemeente Étampes in het departement Essonne.
Het treinstation werd in 1843 geopend op de lijn Parijs - Orléans.